# 常磐津小文字太夫 (12代目)
十二代目 常磐津 小文字太夫（ときわづ こもじだゆう）は常磐津節浄瑠璃方の奏者・名跡「常磐津小文字太夫」の当代。十七世家元・九代目常磐津文字太夫の長男。本名は常岡 亮（つねおか りょう）。

## 年譜
- 1982年－十七世家元九代目常磐津文字太夫の長男として、東京都港区に生まれる。
- 1994年－「三ツ面子守」で初舞台。
- 1997年に五代目尾上菊之助による「岸漣漪常磐松島」で、常磐津家元の幼名である常磐津小文太夫を六代目として襲名。
- 2003年－「初霞空住吉」で歌舞伎出語りの初舞台（歌舞伎座團菊祭・三枚目）。
- 2004年－青山学院大学文学部フランス文学科を卒業。
- 2004年－京都造形芸術大学内春秋座『みやこで常磐津を楽しむ』の「老松」に出演（立語り：常磐津文字太夫）。
- 2007年－「松廻羽衣」で常磐津協会演奏会初立語り。
- 2008年－219年ぶりに復活上演された「小町村芝居正月（花色香婾娘）」に脇語りとして出演（国立劇場）。
- 2009年－アメリカ・コネチカット州のTaft schoolにおいて、常磐津節の歴史や特徴について実演を兼ねて講演する。
- 2013年－五代目尾上菊之助による「岸漣漪常磐松島」で十二代目常磐津小文字太夫を襲名。
- 2014年－常磐津協会の理事に就任。
- 2014年－前進座公演の「お染の七役」に常磐津文字太夫の脇語りとして出演。
- 2015年－常磐津家元宅において、豊後節を含む初代常磐津文字太夫から四代目文字太夫までの、計8冊の合綴献上正本を発掘。
- 2016年－京都市立芸術大学において共同研究員として常磐津正本の修復事業に参加、変体仮名解読を学ぶ[1]。
- 2017年－慶應義塾横浜初等部に非常勤講師として着任。[2]
- 2017年－公益財団法人清栄会奨励賞を受賞。
- 2018年－国立劇場・稚魚の会歌舞伎会合同公演「勢獅子」で初めて歌舞伎の立語りを勤める。
- 2020年－224年ぶりに「帯文桂川水」、240年ぶりに「緑増常磐寿」を演奏（京都市立芸術大学）[3]。

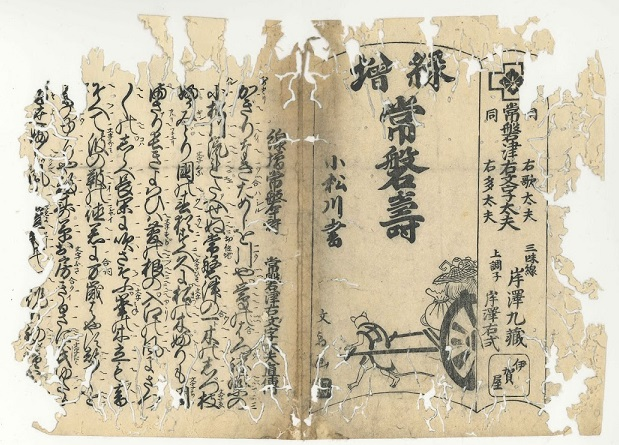
『緑増常磐寿』献上本詞章

## 復活上演
- 『緑増常磐寿』（1780年初演）
- 『帯文桂川水』（1796年初演）
- 上記２作品はともに九代目常磐津文字太夫監修。五代目岸澤式松構成。京都市立芸術大学『240年を経てよみがえる常磐津二題‐常磐津家元所蔵浄瑠璃本の修復と復曲‐（研究代表者 日本伝統音楽研究センター教授 竹内有一）』において復活上演された。
- 歳旦物『緑増常磐寿』は、その詞章に安永年間における約50名の常磐津女流演奏家の芸名が詠み込まれており、従来の日本音楽史における「女性演奏家が活躍し始めるのは幕末頃（1853年－1869年）」という定説を大きく覆し、作品自体の希少性とは別に「1700年代にはすでに女性が活躍していた」という、歴史的意義ある貴重な史料であることがわかった。
- 上記２作品が収録された合綴正本には全101作品が収録されており、その約3割が他には現存しない「天下一本の作品」であった。

## 受賞等
- 2017年 - 公益財団法人清栄会奨励賞